# Elecciones generales de Panamá de 1918
Las elecciones generales en Panamá de 1918 se realizaron el 4 de junio de 1918 para elegir a un nuevo presidente tras la repentina muerte de Ramón Maximiliano Valdés, que generaron un terremoto político en ese entonces.
Tras la muerte de Valdés, el primer vicepresidente Ciro Luis Urriola lo sucedió. Las elecciones para la Asamblea Nacional se realizarían el 7 de julio y los miembros de la asamblea elegirían al sucesor de Valdés. La nueva administración, temiendo la incapacidad de ganar la mayoría, emitió un decreto para posponer las elecciones nacionales y municipales.
La oposición había ganado la mayoría en la Asamblea Nacional, pero el gobierno impugnó y pidió a la comisión electoral de Estados Unidos a que decidiera. Finalmente, el gobierno obtuvo la mayoría de la asamblea y Belisario Porras, quien era el candidato del gobierno, fue elegido presidente de Panamá por segunda vez.
El primer vicepresidente Pedro Antonio Díaz de Obaldía asumió la presidencia el 1 de octubre y fue sucedido por Porras el día 12 de octubre, quien se encontraba en Estados Unidos.

## Resultados de elecciones presidenciales[5]
| Candidato | Candidato            | Partido                          | A favor | En contra | Total |
| --------- | -------------------- | -------------------------------- | ------- | --------- | ----- |
|           | Belisario Porras     | Partido Liberal Porrista (PLP)   | 20      | 13        | 33    |
|           | Ricardo Arias Feraud | Partido Liberal Chiarista (PLCh) | 13      | 20        | 33    |

## Elección del primer vicepresidente[5]
| Candidato | Candidato                     | Partido                          | A favor | En contra | Total |
| --------- | ----------------------------- | -------------------------------- | ------- | --------- | ----- |
|           | Pedro Antonio Díaz de Obaldía | Partido Conservador (PC)         | 20      | 13        | 33    |
|           | Rodolfo Chiari Robles         | Partido Liberal Chiarista (PLCh) | 10      | 23        | 33    |
|           | Ramón F. Acevedo              | Partido Liberal Chiarista (PLCh) | 03      | 30        | 33    |

## Elección del segundo vicepresidente[5]
| Candidato | Candidato                         | Partido                          | A favor | En contra | Total |
| --------- | --------------------------------- | -------------------------------- | ------- | --------- | ----- |
|           | Ernesto Tisdel Lefevre de la Ossa | Partido Liberal Porrista (PLP)   | 20      | 13        | 33    |
|           | Manuel Quintero Villarreal        | Partido Liberal Chiarista (PLCh) | 13      | 20        | 33    |